# 十六村 (高知県)
十六村（じゅうろくむら）は、高知県土佐郡にあった村。現在の高知市の鏡川上流右岸および吾川郡いの町槙・中追・成山にあたる。

## 地理
- 山岳：城ヶ森、加茂山
- 河川：鏡川

## 歴史
- 1889年（明治22年）4月1日 - 町村制の施行により、宗安寺村・成山村・真木村・中追村・竹奈路村・横屋村・増原村・去坂村・梅木村・葛山村・小山村・行川村・針原村・上里村・領家村・唐岩村の区域をもって発足。
- 1928年（昭和3年）4月1日 - 分割し、大字葛山・去坂・横矢・竹ヶ奈路・小山・梅ノ木・増原が鏡村、大字宗安寺・行川・針原・上里・領家・唐船が朝倉村、大字槙が吾川郡伊野町、大字中追・成山が吾川郡神谷村に編入。同日十六村廃止。

## 交通

### 道路
現在は旧村域を高知自動車道が通過するが、当時は未開通。